# Bryonia alba
El alfesir blanco (Bryonia alba) es una planta de la familia de las cucurbitáceas.

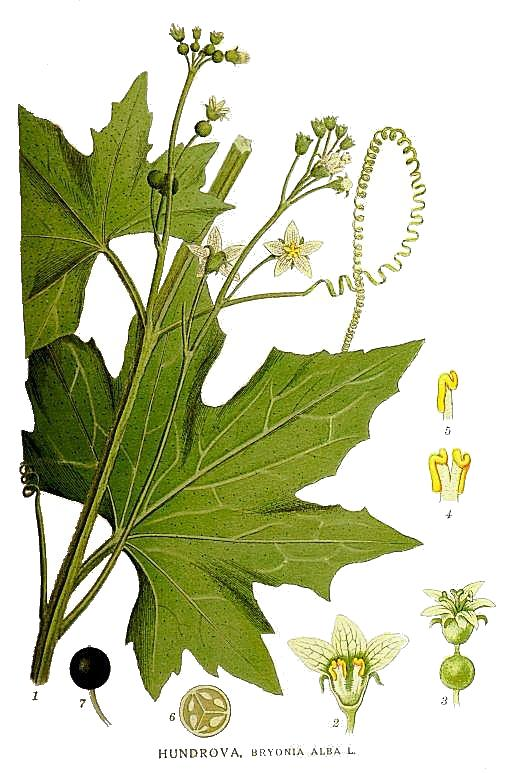
Hojas

## Caracteres
Planta vivaz, trepadora, pelosa, áspera, de tallos ramosos, de hasta 4 m. Hojas pentangulares o pentalobuladas con lóbulos ovados o triangulares, afiladamente dentadas, el lóbulo central mucho más largo; zarcillos no ramosos. Flores blancoverdosas, en inflorescencias axilares con rabillos. Cáliz acampanado, de 5 dientes; corola con 5 lóbulos extendidos, 3 estambres. El fruto es una baya negra y carnosa. Florece a finales de primavera y en el verano.

## Hábitat
Setos

## Distribución
Centro, sur y este de Europa; naturalizada en otros sitios procedente de cultivo.

## Historia
El uso medicinal de la brionia es viejo, como lo demuestra su presencia en la Capitulare de villis vel curtis imperii, una orden emitida por Carlomagno que reclama a sus campos para que cultiven  una serie de hierbas y condimentos incluyendo "coloquentida" identificada actualmente como Bryonia alba.

## Toxicidad
Todos los órganos aéreos de las especies del género Bryonia contienen sustancias cuyo consumo puede provocar problemas en la salud humana según el compendio publicado por la Autoridad Europea de Seguridad Alimentaria en 2012. En concreto se ha detectado la presencia de sustancias derivadas de triterpenos tetracíclicos oxigenados tales como la cucurbitacina. Todas las partes de Bryonia alba contienen bryonina una sustancia venenosa que puede causar enfermedad o muerte. El ganado también puede ser envenenado por el consumo de la fruta y las hojas. Cuarenta bayas constituye una dosis letal para humanos adultos.

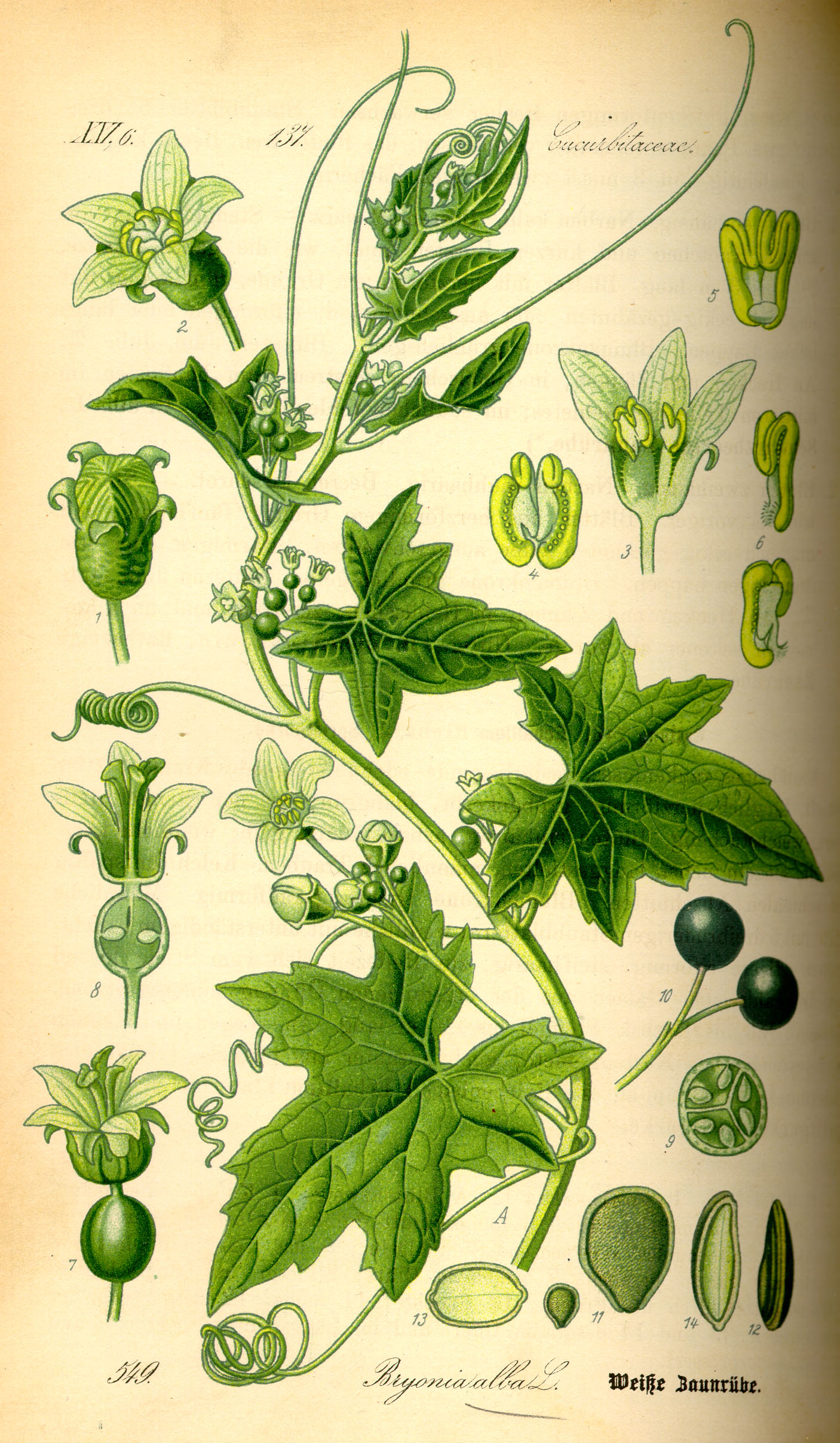
Ilustración

## Taxonomía
Bryonia alba fue descrita por Carlos Linneo y publicado en Species Plantarum 2: 1012. 1753.
Citología
Número de cromosomas de Bryonia dioica (Fam. Cucurbitaceae) y táxones infraespecíficos: 2n=20
Sinonimia
- Bryonia dioica M.Bieb.
- Bryonia monoeca E.H.L.Krause
- Bryonia nigra Gilib.
- Bryonia vulgaris Gueldenst. ex Ledeb.[7]

## Nombres comunes
- Castellano: agrianpelos, aguilonia, alfesera (3), alfesir (2), alfesira (3), amorca, anorza, beninas, berza, boudaña, brionia (13), brionia blanca, brionía, cabaceira de raposa, carbasina (3), ceñidero (2), comida de culebra, comida de culebras (2), congoria, corriyuela, curriola, enredadera (3), enredadera silvestre, espárrago de nuez, espárragos bastos, esparraguera (2), espárrago de cruz, espárrago de hoja, espárrago (3), espárrago , espárrago blanco, espárrago culebrero, espárrago de barranco, espárrago de cruz, espárrago de culebra, espárrago de culebrilla, espárrago de hoja (2), espárrago de hoja ancha, espárrago de huerta, espárrago de monte, espárrago de nueces, espárrago de nuerza, espárrago de nuez (4), espárrago de nueza, espárrago de pobre, espárrago de zorra, espárrago del mulo, espárrago lagartero, espárrago lagañoso, espárrago mocoso, espárrago negro, espárrago triguero, espárrago trigueño, espárrago velloso, espárragos, espárragos bastos, espárragos de azúcar, espárragos de calabaza, espárragos de cruz, espárragos de culebra, espárragos de nogal, espárragos de norza, espárragos de norza, espárragos de nuerza, espárragos de nuez (2), espárragos de nueza (2), espárragos de pobre, espárragos de regadera, espárragos de turca, espárragos de uvas colorás, espárragos enredaderas, espárragos enredaderas, espárragos finos, espárragos lagarteranos, espárragos lagañosos, espárragos llorones, espárragos montesinos (2), espárragos pelúos, esparraguera, herba dos lamparons, herba papeira (2), hiedra (2), huevos de zorra, mata de lampazo, meloneras, melones, melón bravíe, moras de perro, nabo, nabo da norza, nabo da nouza, nabo de la gudaya, nabo de la junciana, nabo de la nuez, nabo de perro, nabo del diablo, nabo gallego, nabo montés, nabo-deu, noiza, nuerza (4), nueza (29), nueza blanca (12), nueza morisca, nueza negra, nueza áspera, nuégado (2), panes de truca (tubérculo), parra, parra de bastardo, parra de culebra (3), parra de sapo (2), parra zarzalera, parral de sapo, parrilla, patata lanorza, patata lanueza, pelúos, raíz de la ciel, raíz de la hiel, raíz de sapo, reventabuey, revientabueyes, revientaelbuey, saltasebes, serpentaria mayor, silonia, trababedarri de las matas, tragoncia, trepadera, truca, tuca (11), turca, túcar (2), uva de lobo, uva de perro, uvas de culebra, uvas de lagarto (2), uvas de lagarto , uvas de perro (5), uvas de perro rabiau, uvas de perru, uvas de revientabueis, uvas de sapo, uvas del humor, veneno de víbora, vid blanca (2), viña blanca, yerba raposera, zarzaparrilla, zarzillos.(el número entre paréntesis indica las especies que tienen el mismo nombre en España)[8]